# John Turturro
John Michael Turturro (/tərˈtʊəroʊ/, sinh ngày 28/2/1957) là nam diễn viên, đạo diễn, sản xuất phim người Mỹ. Ông được biết đến với những đóng góp cho phong trào phim độc lập. Ông đã xuất hiện trong hơn sáu mươi phim điện ảnh và từng làm việc với anh em đạo diễn nhà Coen, Adam Sandler và Spike Lee. Bắt đầu sự nghiệp diễn xuất vào đầu những năm 1980, Turturro được biết tới qua phim "Five Corners" (1987). Ông sau đó nổi tiếng qua các phim "Do the Right Thing" (1989, đạo diễn Spike Lee), "Miller's Crossing" (1990, đạo diễn Coen). Phim "Barton Fink" năm 1991 mang về cho ông giải Nam chính xuất sắc nhất tại Liên hoan phim Cannes. Các vai diễn nổi bật sau đó của ông có thể kể đến như Herb Stempel trong "Quiz Show" (1994), Jesus Quintana trong "The Big Lebowski" (1998) và "The Jesus Rolls" (2020), Pete trong "O Brother, Where Art Thou?" (2000), Seymour Simmons trong loạt phim "Transformers" và Carmine Falcone trong "The Batman".
Ngoài một giải Emmy, Turturro cũng từng được đề cử bốn giải SAG, hai giải Quả cầu vàng và bốn giải Tinh thần độc lập.

## Thời thơ ấu
John Turturro sinh năm 1957 tại Brooklyn, New York. Cha mẹ là bà Katherine Florence và ông Nicholas Turturro. Ông bà ngoại là người Sicily, trong khi cha ông là người Giovinazzo, đều đến từ Ý.
Turturro từng theo học Đại học New York ở New Paltz và tốt nghiệp bằng Cử nhân Nghệ thuật (BA), ông cũng có bằng Thạc sĩ Nghệ thuật (MFA) của Đại học Yale.

## Danh sách phim

### Điện ảnh
| Năm  | Tên                       | Vai             | Ct                  |
| ---- | ------------------------- | --------------- | ------------------- |
| 1980 | Raging Bull               |                 | Không được ghi danh |
| 1984 | The Flamingo Kid          |                 |                     |
| 1985 | Desperately Seeking Susan | Ray             |                     |
| 1985 | To Live and Die in L.A.   | Carl Cody       |                     |
| 1986 | Hannah and Her Sisters    |                 |                     |
| 1986 | The Color of Money        | Julian          |                     |
| 1986 | Gung Ho                   | Willie          |                     |
| 1986 | Off Beat                  | Neil Pepper     |                     |
| 1987 | Five Corners              | Heinz Zabantino |                     |
| 1987 | The Sicilian              | Pisciotta       |                     |
| 1989 | Do the Right Thing        | Pino            |                     |